# Колумбија (Пенсилванија)
Колумбија (енгл. Columbia) град је у америчкој савезној држави Пенсилванија.

## Демографија
По попису из 2010. године број становника је 10.400, што је 89 (0,9%) становника више него 2000. године.
| Група             | 2000.         | 2010.         |
| Белци             | 9.225 (89,5%) | 8.662 (83,3%) |
| Афроамериканци    | 456 (4,4%)    | 528 (5,1%)    |
| Азијати           | 42 (0,4%)     | 64 (0,6%)     |
| Хиспаноамериканци | 463 (4,5%)    | 938 (9,0%)    |
| Укупно            | 10.311        | 10.400        |